# HAT-P-21
HAT-P-21 — одиночная звезда в созвездии Большой Медведицы на расстоянии приблизительно 912 световых лет (около 279 парсек) от Солнца. Видимая звёздная величина звезды — +11,46m. Возраст звезды определён как около 10,2 млрд лет.
Вокруг звезды обращается, как минимум, одна планета.

## Характеристики

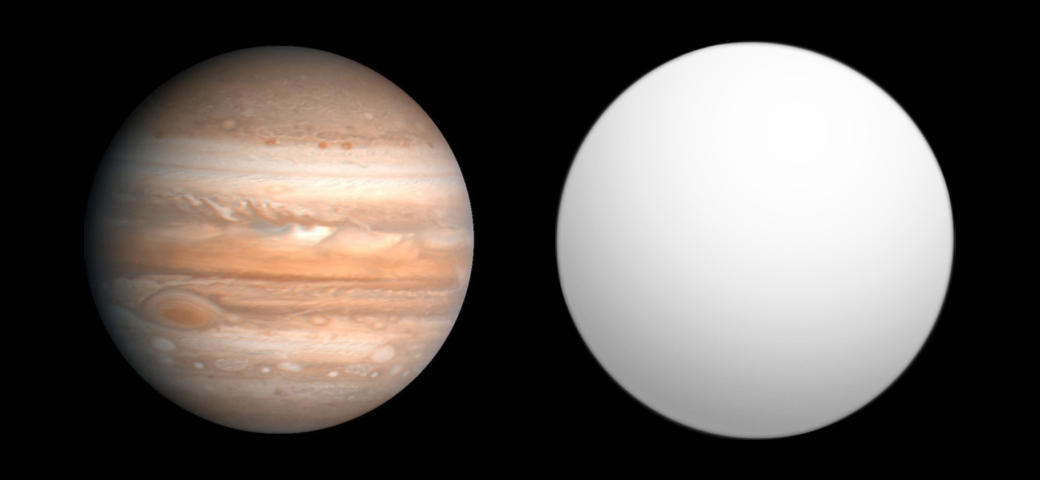
Сравнительные размеры HAT-P-21 b и Юпитера

HAT-P-21 — жёлтый карлик спектрального класса G3. Масса — около 0,947 солнечной, радиус — около 1,28 солнечного, светимость — около 1,406 солнечной. Эффективная температура — около 5572 K.

## Планетная система
В 2010 году командой астрономов, работающих в рамках проекта HATNet, было объявлено об открытии планеты HAT-P-21 b. Это массивная газовая планета, принадлежащая к классу горячих юпитеров, обращающаяся очень близко к родительской звезде. Полный оборот она совершает за 4,12 суток. Судя по массе и размерам, планета имеет высокую плотность химического состава. Открытие было совершено транзитным методом.